# Anatoxine
Pour l’article homonyme, voir anatoxine (cyanotoxine).

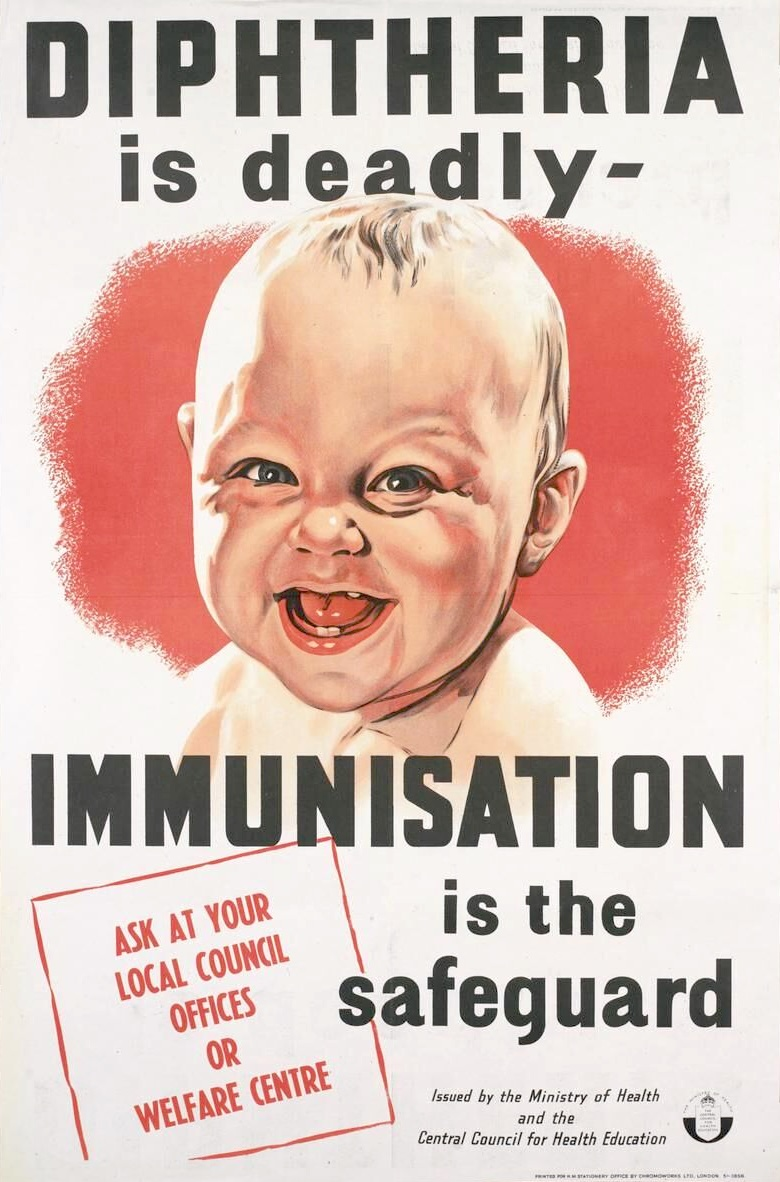
Une affiche de la Seconde Guerre mondiale.

Une anatoxine est une molécule dérivée d'une toxine de micro-organisme caractérisée par la perte de ses propriétés toxiques tout en ayant conservé  sa structure et des propriétés immunisantes.
Le premier emploi de vaccins à base d'anatoxines bactériennes (qui se différencient des vaccins à bactéries atténuées ou des vaccins inactivés) est attribué à Gaston Ramon qui travaille sur la toxine diphtérique à partir de 1920. Il met dès lors au point, simultanément avec les immunologistes britanniques Alexander Glenny (en) et Barbara Hopkins, les vaccins contre la diphtérie et le tétanos.